# Lithocarpus edulis
Lithocarpus edulis là một loài thực vật có hoa trong họ Cử. Loài này được (Makino) Nakai mô tả khoa học đầu tiên năm 1916.

## Hình ảnh

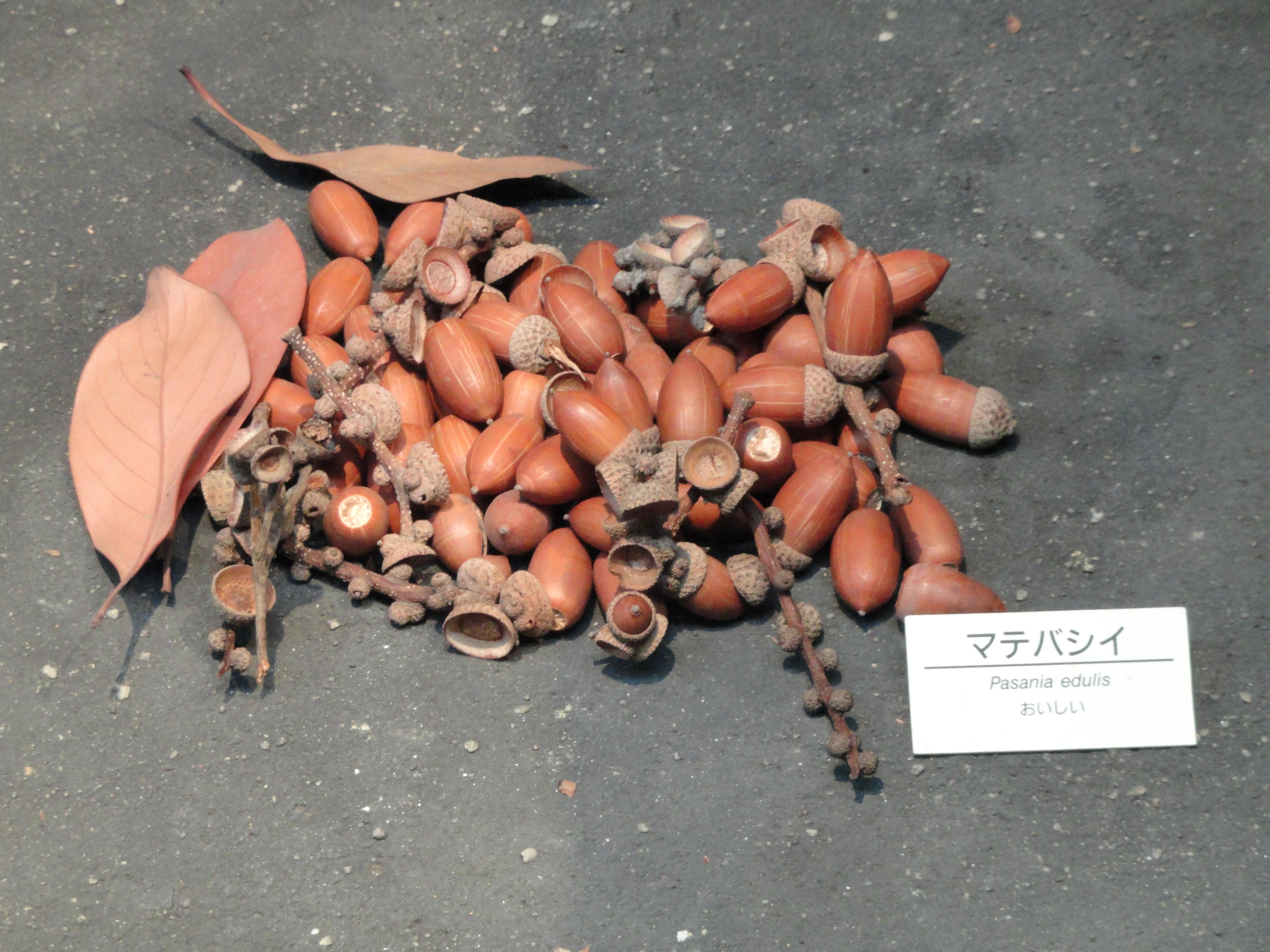
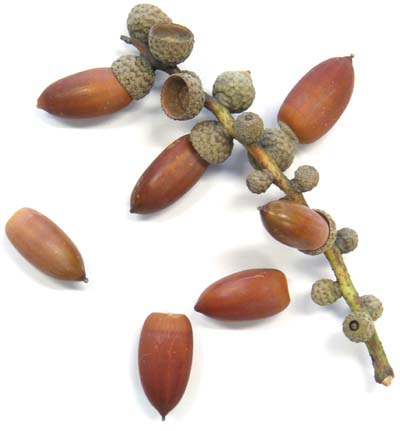
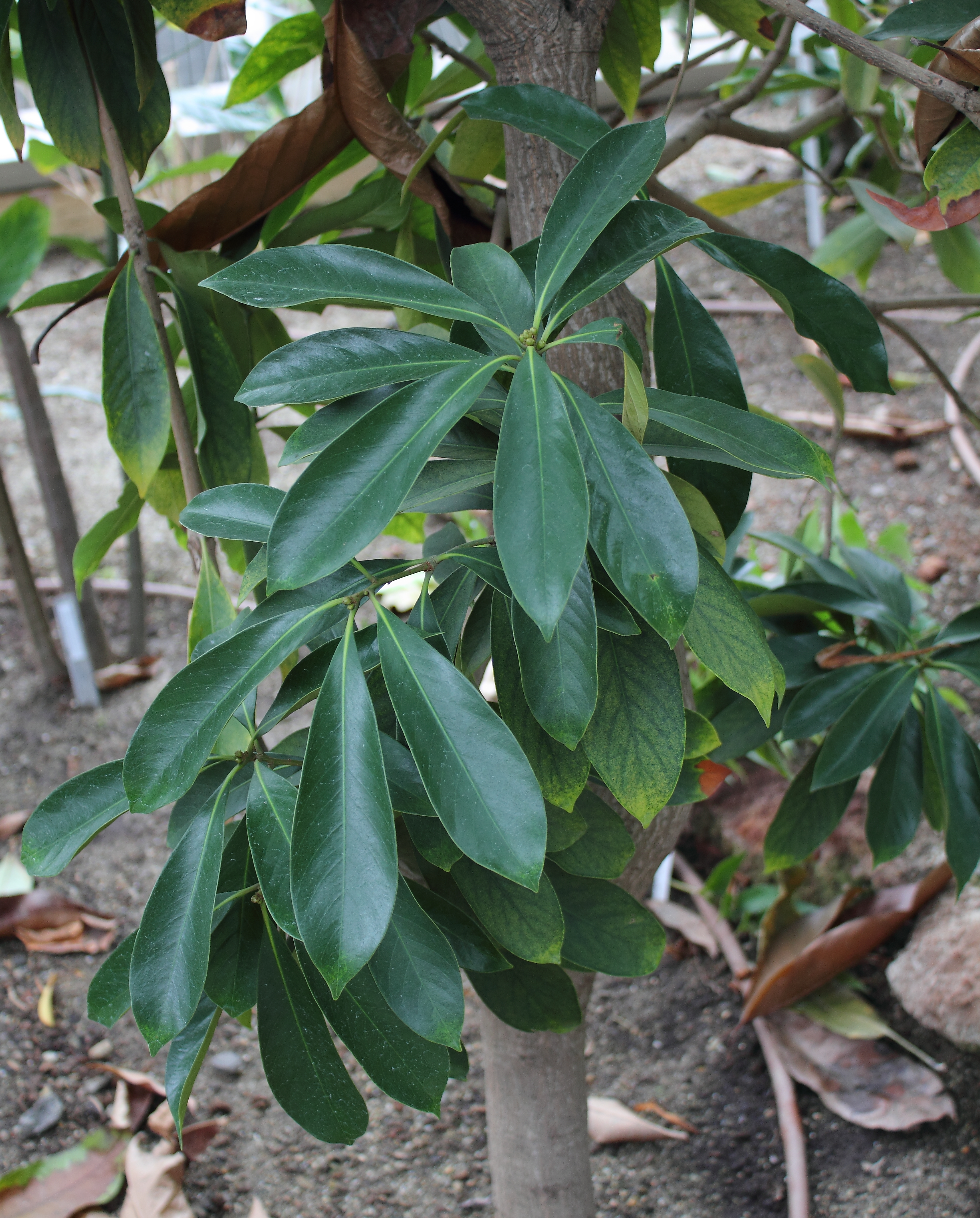
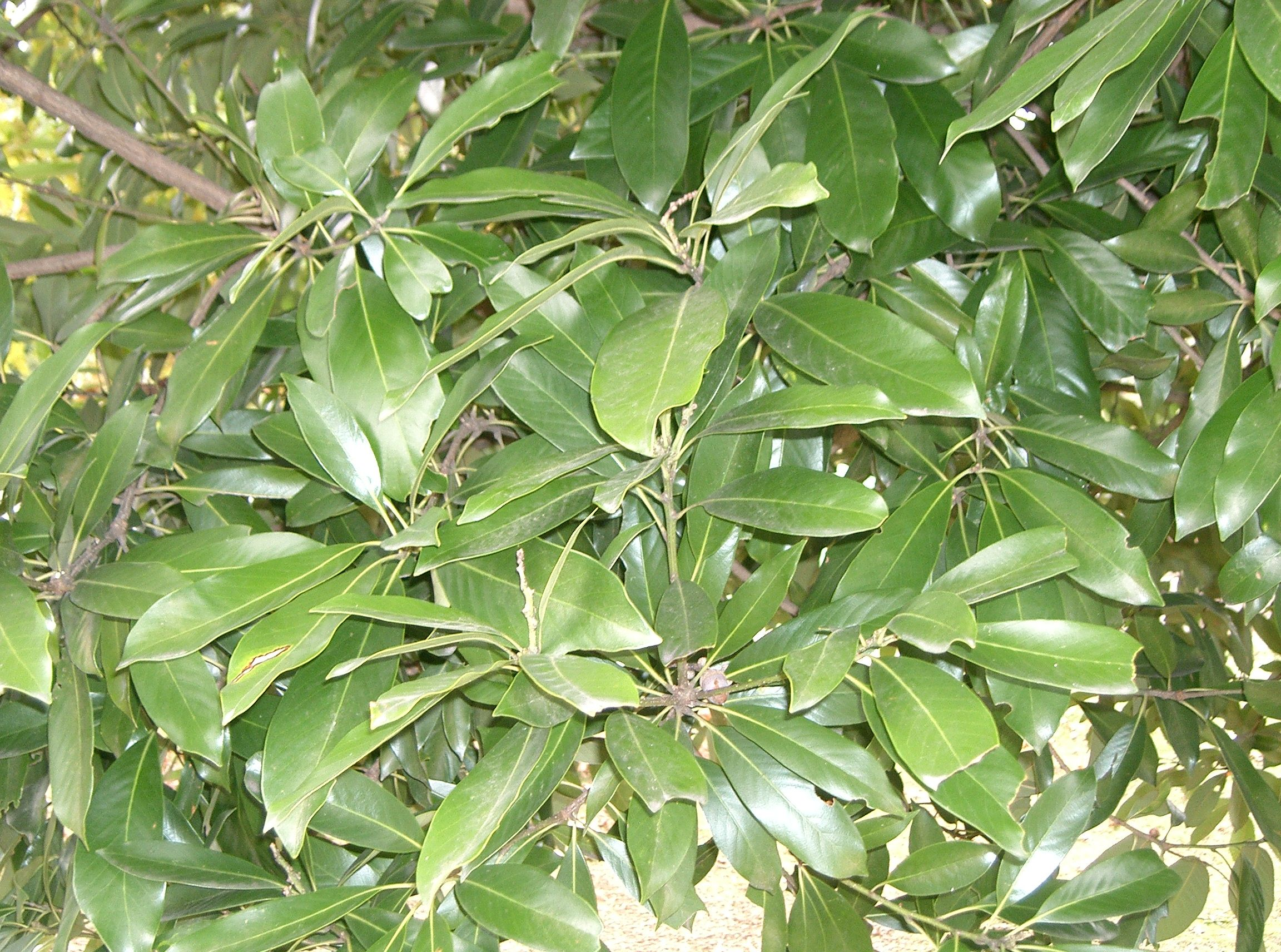